# Lars Kleen

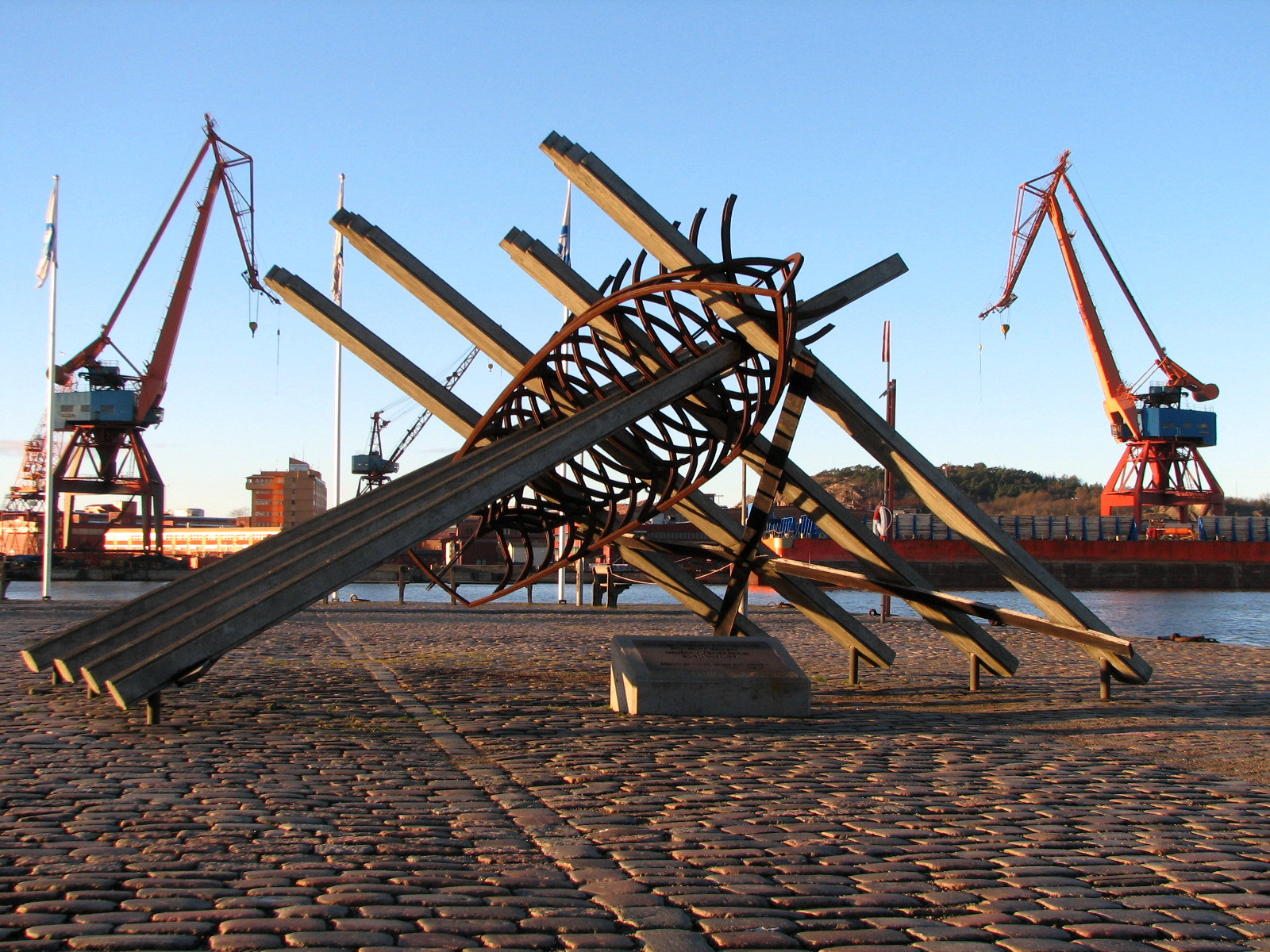
Minnesmärket över sjömän under andra världskriget, Stenpiren i Göteborg

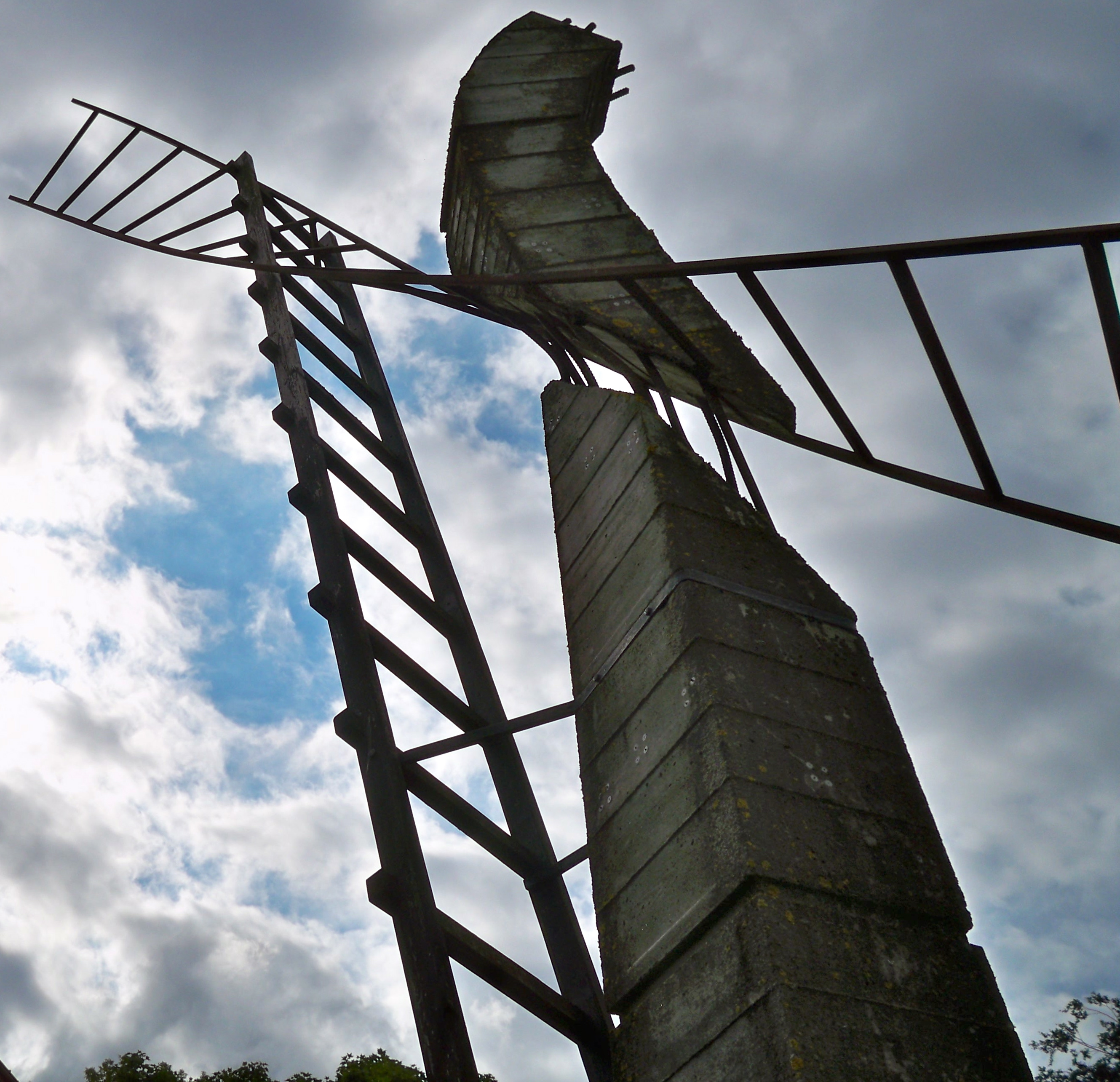
Fri (1998). "Borås stads manifestation mot våld och rasism år 1998 till minne av förintelsens offer."

Lars Erik Johan Kleen, född 13 april 1941 i Stockholm, är en svensk konstnär. 
Lars Kleen är son till Erland Kleen och Karin Engberg. Han utbildade sig i måleri på Det Kongelige Danske Kunstakademi och på Konsthögskolan i Kraków i Polen. Han övergick tidigt från måleri till skulptur och har framför allt gjort sig känd för sina byggnadskonstruktioner, det vill säga skulpturer i en gränszon mellan arkitektur och maskiner. Han tilldelades Sergelpriset 2010 och Sven-Harrys Konststiftelses stipendium 2011. Kleen finns representerad vid bland annat Nationalmuseum i Stockholm.

## Offentliga verk i urval
- Träkonstruktion, 1985, på Sundbybergs tunnelbanestation
- Fri, 1998, på Borås stadshus innergård
- Arton, 2002, i Mölndalsån i Mölnlycke centrum[2]
- Krigsseglare, betong, stål och trä, 1997, minnesmärket över svenskt sjöfolk som fick sätta livet till under andra världskrigets ofärdsår, Stenpiren i Göteborg
- Manuskript, betong, 2014, minnesmärke över Stig Dagerman, Stig Dagermans Park, Skolvägen/Västerängsvägen i Enebyberg